# Особняк графа Гудовича
Особняк графа Гудо́вича — историческое домовладение в Пушкине. Построен в 1905—1906 годах в стиле модерн. Расположен на Парковой улице, дома 18 (главный дом) и 18а (флигель). Объект культурного наследия регионального значения.

## История
В середине XIX в. на месте будущего особняка находилась усадьба графини Е. И. Орловой-Денисовой с садом и двумя деревянными лицевыми домами. В 1900 г. этот участок был выкуплен под строительство графом Василием Васильевичем Гудовичем — в дальнейшем шталмейстером императорского двора, губернским предводителем дворянства. 11 июля 1900 года было получено разрешение на постройку двухэтажного каменного дома с подвалом, двух таких же по высоте каменных служебных флигелей и частично каменного служебного дома. В августе 1900 года был утвержден проект застройки усадьбы, выполненный царскосельским архитектором С. А. Данини. Строительство велось в течение 1901—1903 годов (по другим сведениям — в 1905—1906 годах).
В 1917 году, после революции граф Гудович эмигрировал в Эстонию, а затем во Францию. В особняке была открыта трудовая школа имени Луначарского. В 1940 году здание было передано детскому саду (ныне ГБДОУ детский сад № 1 Пушкинского района Санкт-Петербурга), который располагается в особняке и в настоящее время.

## Архитектура
Комплекс усадьбы Гудовича включает в себя особняк (главный дом), два служебных флигеля, а также сад с оградой. Служебные флигели к настоящему времени перестроены, черепичная кровля особняка заменена на металлическую, однако в целом его внешний вид сохранился без существенных изменений. Фасады особняка оформлены в духе английских коттеджей, что сближает его с дачей великого князя Бориса Владимировича (Московское шоссе, дом 11), в строительстве которой принимал участие Данини. В той же стилистике Данини спроектировал в 1906 году одно из зданий Императорского гаража. При возведении особняка Гудовича в отделке наряду со штукатуркой комбинировались радомский песчаник, гранит, красный и светлый облицовочный кирпич, дощатая имитация фахверка, керамическая черепица. Терраса с тройной аркой на гранитных колоннах и ограда с мягкими текучими очертаниями, характерными для модерна, спроектированы петербургским архитектором Р. Ф. Мельцером. Во внутренней отделке особняка использовались деревянные лакированные панели (отреставрированы в ходе капитального ремонта здания в 2006 году).